# 오후사촌
오후사촌(大総村)은 지바현 산부군에 일찍이 존재했던 촌이다. 현재의 요코시바히카리정 북부에 해당한다.

## 역사
- 1889년 4월 1일 - 정촌제 시행에 수반해 무사군 오후사촌이 성립하였다.
- 1897년 4월 1일 - 군의 통합에 의해 산부군이 성립해 산부군 오후사촌이 되었다.
- 1955년 2월 1일 - 요코시바정, 가미사카이촌과 합병해, 새로운 요코시바정이 성립하여, 동일 오후사촌은 폐지되었다.

## 인구
| 1891년 | 2,916 |

## 참고문헌
- 角川日本地名大辞典編纂委員会『角川日本地名大辞典 12 千葉県』、角川書店、1984年 ISBN 4-04-001120-1